# Padanien

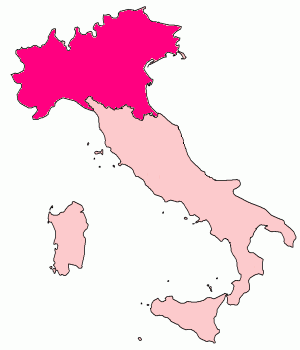
Karta över Italien, med Padanien utmärkt i starkt rosa.

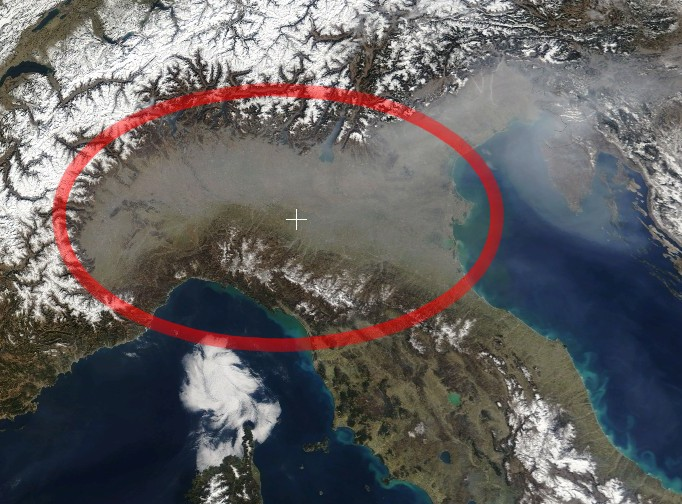
Satellitbild över Po-dalen eller Pianura padana.

Padanien, eller italienska Pianura padana, är ett namn på Poslätten, en intensivt uppodlad och industrialiserad region i norra Italien. Efter andra världskriget har benämningen även kommit i bruk för (det relativt välmående) Norditalien, avgränsat söder om Ligurien och Emilia-Romagna.
Inom lingvistiken har termen även använts i samband med de gallo-italienska språken och dialekterna.[källa behövs]
Benämningen Padanien blev mer allmänt använt i början av 1990-talet. Det användes då framför allt av det politiska partiet Lega Nord, vilket kämpar för ett självständigt Norditalien. Namnet har idag fått starka politiska övertoner och används, utom i forskningen, huvudsakligen av dem som har separatistiska tendenser (eller av politiska journalister som beskriver dessa tendenser).
På senare år har Padanien även organiserat sig i ett regionalt fotbollslag. Det har ställt upp i internationella turneringar tillsammans med andra lag representerande etniska minoriteter (eller regioner).